# サトノフェイバー
サトノフェイバー（欧字名:Satono Favor、2015年4月8日 - ）は、日本の競走馬。2018年のきさらぎ賞の勝ち馬である。
馬名の由来は、冠名+「恵み」。

## 経歴

### 出生前、幼駒時代
ヴィヴィシャスヴィヴィアン（英:Vivacious Vivian）は、2005年、アメリカ合衆国のストーナーサイドステーブルで生産された牝馬で、アメリカでは競走馬として7戦に出走し、1着1回2着1回という成績を残した。引退後、繁殖牝馬となり、アメリカでストーミーアトランティック（Stormy Atlantic）と配合された初仔（Dark Strange）を出産したのち、キーンランドのセリに上場。フジワラファームの代表が、「サンデーサイレンス系（種牡馬）に合う血統」に魅力を感じて購入し、北海道日高郡新ひだか町、フジワラファームにて繋養されることとなった。自身3回目となった種付けには、サンデーサイレンス系のゼンノロブロイが選ばれ、そこから生まれた幼駒は「バランスの良い馬体」であったという。後に競走馬となり、サトノロブロイと名付けられた牡馬は、2014年の福寿草特別（500万円以下）を勝利し、2013年の朝日杯フューチュリティステークス（GI）に出走を果たすなど通算13戦2勝の成績を残した。その後3年間は、ディープインパクト、エンパイアメーカーが配合相手として選ばれていた。
7回目の種付けでは、第3仔サトノロブロイでの「バランスの良い馬体」という経験から、再びゼンノロブロイが配合され、2015年4月8日、フジワラファームにて本馬（ヴィヴィシャスヴィヴィアンの2015）が生まれた。幼駒時代は、「誰が見ても良い馬」と期待され、馬体が大柄である以外は、全く手がかからなかったという。サトミホースカンパニー（里見治）が所有主となり「サトノフェイバー」と名付けられた。育成は順調であったが、兄姉の成長が遅く、奥手であったことを理由に、2歳8月末まで牧場で過ごした。その後、フジワラファーム生産馬で、騎手としてウイングアロー、調教師としてメイショウスミトモでそれぞれ重賞制覇を経験している、栗東トレーニングセンター所属の調教師、南井克巳の下に入厩した。

### 競走馬時代

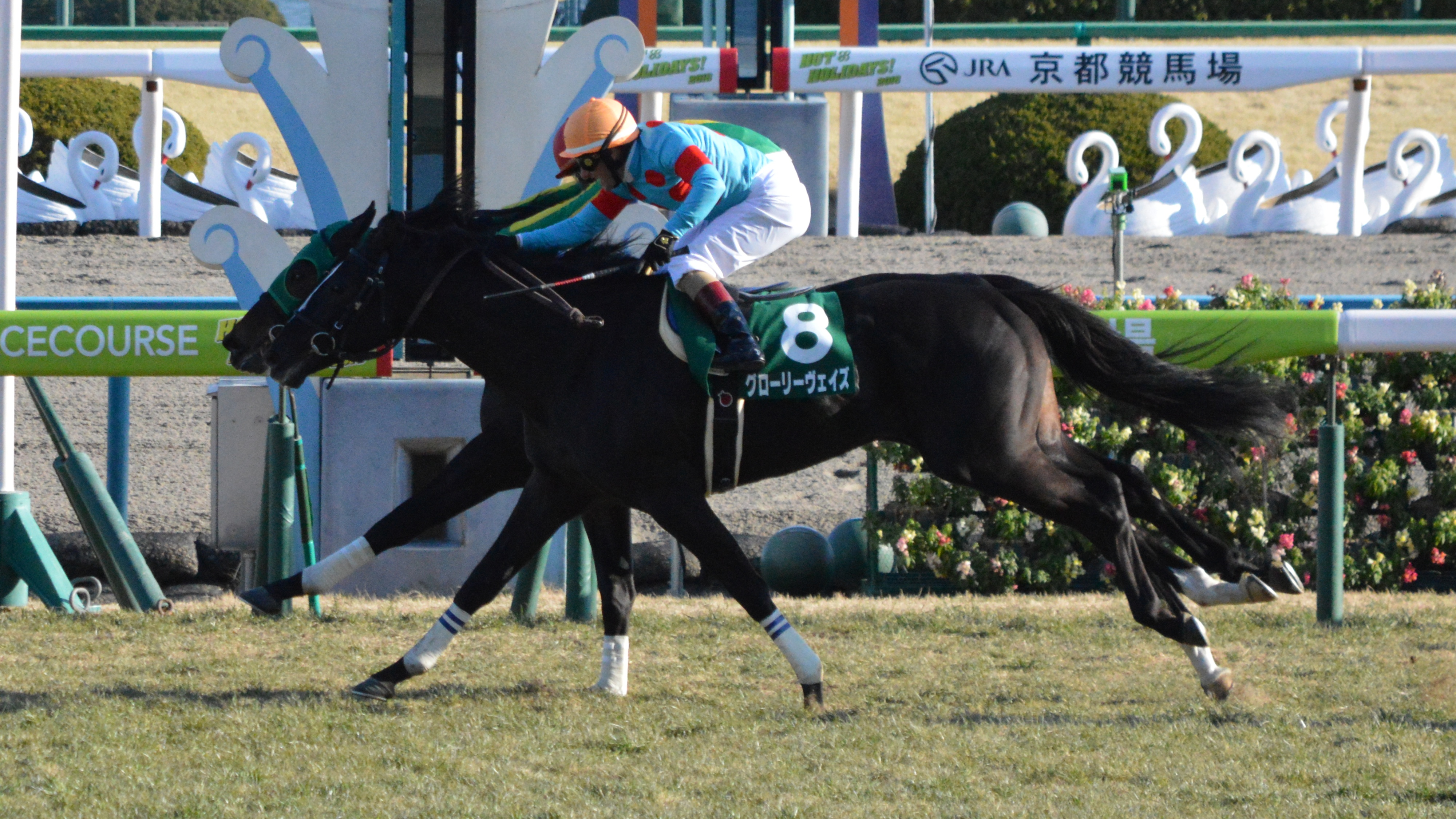
きさらぎ賞

2018年1月6日、京都競馬場の新馬戦（芝2000メートル）に古川吉洋を鞍上にデビュー。母がアメリカG1を2勝したシャンパンドーロのディープインパクト産駒であるカザンが、単勝オッズ1.4倍の1番人気に支持される中、5.2倍の2番人気の評価で出走。良いスタートからハナを奪いに逃げ、最後の直線でも先頭を譲らず後続に3馬身つけて勝利、新馬戦勝利を果たした。古川によれば、「スタートが速すぎた」とし、物見し、遊びながら走っていたという。
2月4日、きさらぎ賞（GIII）に出走。ドバイマジェスティの仔でアルアインの全弟ダノンマジェスティ、グローリーヴェイズ、カツジに次ぐ単勝4番人気の評価を受けた。スタートを決めてハナに立って逃げ、先頭のまま最後の直線に進入。2番手から抜け出しを図ったグローリーヴェイズと競り合って一騎打ちとなった。2頭並んだまま決勝線に入り、写真判定の結果、グローリーヴェイズをハナ差で封じて勝利、重賞初出走、無敗の2連勝で勝利を果たした。古川は競走後「センスの良い走り」と評している。また新馬戦勝利からきさらぎ賞制覇は、きさらぎ賞史上初めてのことであった。
その後春のクラシック競走、皐月賞（GI）出走に備えるために、放牧されていた。次走について南井は関東への輸送と中山競馬場のコースを経験させようと、皐月賞のトライアル競走、スプリングステークス（GII）から本番の皐月賞に参戦する予定であった。放牧から戻り、調整を施された。しかし、状態が良化しないことから、スプリングステークスへの出走を見送り、皐月賞に直行することが決まった。ところが、予定されている皐月賞の1か月前に「右第3中手骨近位掌側面剥離骨折」を発症し、6か月以上の休養が必要となり、皐月賞への出走を断念せざるを得なかった。
およそ1年間休養することとなり、戦線復帰は2019年3月24日、六甲ステークス（L）で、秋山真一郎を鞍上に出走し3着。以降、キャピタルステークス（L）で3着、大阪城ステークス（L）で2着になるなど、オープン競走、リステッド競走を中心に出走を重ねていた。そして2021年2月13日の洛陽ステークス（L）を逃げ切りで3年ぶりの勝利を収めるも、その後は惨敗続きとなり2022年6月25日付けでJRA競走馬登録を抹消し高知競馬へ移籍。1年強の休養ののち、2023年7月に復帰して8戦4勝の成績を収め、2024年7月3日付で地方競馬からも登録を抹消され引退した。

## 競走成績
以下の内容は、netkeiba.comの情報に基づく。
| 競走日     | 競馬場 | 競走名               | 格    | 距離（馬場）  | 頭 数 | 枠 番 | 馬 番 | オッズ （人気） | 着順 | タイム （上り3F） | 着差 | 騎手        | 斤量 [kg] | 1着馬（2着馬）         | 馬体重 [kg] |
| ---------- | ------ | -------------------- | ----- | ------------- | ----- | ----- | ----- | --------------- | ---- | ----------------- | ---- | ----------- | --------- | ---------------------- | ----------- |
| 2018.01.06 | 京都   | 3歳新馬              |       | 芝2000m（良） | 15    | 8     | 14    | 005.20（2人）   | 01着 | R2:04.8（34.9）   | -0.5 | 0古川吉洋   | 56        | （コカボムクイーン）   | 526         |
| 0000.02.04 | 京都   | きさらぎ賞           | GIII  | 芝1800m（良） | 10    | 3     | 3     | 006.90（4人）   | 01着 | R1:48.8（35.4）   | -0.0 | 0古川吉洋   | 56        | （グローリーヴェイズ） | 524         |
| 2019.03.24 | 阪神   | 六甲S                | L     | 芝1600m（良） | 17    | 1     | 2     | 005.40（2人）   | 03着 | R1:34.0（34.2）   | -0.1 | 0秋山真一郎 | 56        | ソーグリッタリング     | 516         |
| 0000.05.11 | 京都   | 都大路S              | L     | 芝1800m（良） | 11    | 6     | 7     | 002.90（1人）   | 07着 | R1:45.4（35.4）   | -0.8 | 0秋山真一郎 | 56        | ソーグリッタリング     | 512         |
| 0000.06.30 | 函館   | 巴賞                 | OP    | 芝1800m（稍） | 16    | 5     | 10    | 006.40（3人）   | 16着 | R1:51.4（40.4）   | -4.0 | 0古川吉洋   | 56        | スズカデヴィアス       | 510         |
| 0000.11.23 | 東京   | キャピタルS          | L     | 芝1600m（不） | 17    | 7     | 13    | 056.1（12人）   | 03着 | R1:36.2（36.1）   | -0.4 | 0古川吉洋   | 56        | ドーヴァー             | 522         |
| 2020.02.15 | 京都   | 洛陽S                | L     | 芝1600m（稍） | 13    | 2     | 2     | 003.80（2人）   | 12着 | R1:35.3（35.9）   | -1.1 | 0古川吉洋   | 56        | ヴァルディゼール       | 516         |
| 0000.03.08 | 阪神   | 大阪城S              | L     | 芝1800m（稍） | 16    | 6     | 12    | 015.00（6人）   | 02着 | R1:47.1（35.7）   | -0.2 | 0古川吉洋   | 56        | レッドガラン           | 514         |
| 0000.03.29 | 阪神   | 六甲S                | L     | 芝1600m（稍） | 13    | 8     | 12    | 005.20（3人）   | 13着 | R1:38.5（39.7）   | -4.4 | 0岩田望来   | 56        | ウーリリ               | 510         |
| 0000.05.09 | 新潟   | 谷川岳S              | L     | 芝1600m（良） | 16    | 7     | 14    | 009.90（4人）   | 07着 | R1:34.0（33.9）   | -0.5 | 0古川吉洋   | 56        | アストラエンブレム     | 518         |
| 0000.06.06 | 阪神   | 鳴尾記念             | GIII  | 芝2000m（良） | 16    | 5     | 9     | 069.5（11人）   | 09着 | R2:01.2（37.4）   | -1.1 | 0古川吉洋   | 56        | パフォーマプロミス     | 504         |
| 0000.11.01 | 京都   | カシオペアS          | L     | 芝1800m（良） | 18    | 3     | 6     | 019.70（7人）   | 05着 | R1:46.4（35.1）   | -0.3 | 0古川吉洋   | 56        | ランブリングアレー     | 508         |
| 0000.11.28 | 東京   | キャピタルS          | L     | 芝1600m（良） | 13    | 6     | 8     | 014.80（7人）   | 04着 | R1:33.3（35.5）   | -0.5 | 0古川吉洋   | 56        | ピースワンパラディ     | 504         |
| 0000.12.12 | 阪神   | リゲルS              | L     | 芝1600m（良） | 17    | 5     | 9     | 012.70（5人）   | 02着 | R1:33.1（33.6）   | -0.0 | 0古川吉洋   | 56        | シュリ                 | 506         |
| 2021.02.13 | 阪神   | 洛陽S                | L     | 芝1600m（良） | 10    | 8     | 10    | 003.60（3人）   | 01着 | R1:35.2（33.0）   | -0.1 | 0古川吉洋   | 56        | （ガゼボ）             | 510         |
| 0000.03.07 | 阪神   | 大阪城S              | L     | 芝1800m（良） | 16    | 4     | 7     | 003.90（2人）   | 16着 | R1:48.4（36.4）   | -2.3 | 0古川吉洋   | 57        | ヒンドゥタイムズ       | 510         |
| 2022.01.05 | 中京   | 京都金杯             | GIII  | 芝1600m（良） | 16    | 2     | 3     | 104.4（16人）   | 14着 | R1:34.3（36.4）   | -1.4 | 0古川吉洋   | 57        | ザダル                 | 522         |
| 0000.03.06 | 阪神   | 大阪城S              | L     | 芝1800m（良） | 12    | 2     | 2     | 011.90（6人）   | 06着 | R1:45.6（35.6）   | -0.8 | 0古川吉洋   | 57        | アルサトワ             | 510         |
| 0000.04.02 | 中山   | ダービー卿CT         | GIII  | 芝1600m（良） | 16    | 5     | 9     | 128.0（16人）   | 16着 | R1:36.7（39.4）   | -4.4 | 0津村明秀   | 57        | タイムトゥヘヴン       | 510         |
| 0000.05.15 | 中京   | 栗東S                | L     | ダ1400m（稍） | 16    | 4     | 7     | 061.4（15人）   | 16着 | R1:25.9（40.0）   | -2.9 | 0古川吉洋   | 56        | レディバグ             | 504         |
| 0000.06.18 | 阪神   | 米子S                | L     | 芝1600m（良） | 16    | 3     | 6     | 161.2（15人）   | 16着 | R1:37.7（39.7）   | -4.8 | 0秋山真一郎 | 57        | ウインカーネリアン     | 504         |
| 2023.07.16 | 高知   | C3-13                |       | ダ1600m（稍） | 8     | 8     | 8     |                 | 取消 |                   |      | 0宮川実     | 56        | ブリッツェンシチー     | 計不        |
| 0000.07.30 | 高知   | 倉兼さんありがと特別 | C3-10 | ダ1400m（稍） | 10    | 2     | 2     | 001.60（1人）   | 01着 | R1:31.7（40.0）   | -1.2 | 0宮川実     | 56        | （ロジカルガール）     | 519         |
| 0000.08.20 | 高知   | C3-11                |       | ダ1300m（重） | 8     | 7     | 7     |                 | 取消 |                   |      | 0宮川実     | 56        | ロジカルガール         | 計不        |
| 0000.09.03 | 高知   | ナカノモトキ生誕特別 | C3-11 | ダ1400m（不） | 8     | 4     | 4     | 001.00（1人）   | 01着 | R1:32.7（39.5）   | -0.7 | 0宮川実     | 56        | （レイワガンタン）     | 517         |
| 0000.10.07 | 高知   | C3-10                |       | ダ1400m（良） | 8     | 3     | 3     |                 | 取消 |                   |      | 0宮川実     | 56        | メイショウエイコウ     | 計不        |
| 0000.10.21 | 高知   | C3-11                |       | ダ1300m（良） | 8     | 3     | 3     | 001.60（1人）   | 02着 | R1:25.6（40.2）   | -0.0 | 0宮川実     | 56        | ニクソンテソーロ       | 523         |
| 0000.11.04 | 高知   | C3-9                 |       | ダ1400m（良） | 12    | 5     | 5     | 001.20（1人）   | 01着 | R1:32.7（40.1）   | -1.3 | 0赤岡修次   | 56        | （アンビション）       | 523         |
| 0000.12.10 | 高知   | キバナアマ特別       | C3-1  | ダ1300m（重） | 8     | 7     | 7     |                 | 取消 |                   |      | 0宮川実     | 56        | グレートヒエン         | 計不        |
| 0000.12.29 | 高知   | バイカオウレン特別   | C3-1  | ダ1400m（稍） | 9     | 8     | 9     | 001.80（1人）   | 02着 | R1:32.0（41.2）   | -0.2 | 0吉原寛人   | 56        | スズカゴーディー       | 526         |
| 2024.04.07 | 高知   | C3-5                 |       | ダ1300m（重） | 12    | 8     | 12    | 001.40（1人）   | 01着 | R1:23.3（38.7）   | -1.4 | 0井上瑛太   | 56        | （ウインジョイフル）   | 526         |
| 0000.04.21 | 高知   | サクラソウ特別       | C3-1  | ダ1600m（不） | 8     | 4     | 4     | 002.00（1人）   | 08着 | R1:46.7（41.7）   | -2.3 | 0赤岡修次   | 56        | モーニングパス         | 525         |
| 0000.06.29 | 高知   | C3-2                 |       | ダ1300m（不） | 11    | 8     | 11    | 001.30（1人）   | 07着 | R1:25.7（41.9）   | -1.4 | 0宮川実     | 56        | カンノンソラーレ       | 522         |

## 血統表
| サトノフェイバーの血統                   | サトノフェイバーの血統                | サトノフェイバーの血統    | （血統表の出典）          | （血統表の出典） |
| 父系                                     | サンデーサイレンス系                  | サンデーサイレンス系      | サンデーサイレンス系      | [ § 2 ]          |
| 父 ゼンノロブロイ 2000 黒鹿毛            | 父の父*サンデーサイレンス 1986 青鹿毛 | Halo                      | Hail to Reason            | Hail to Reason   |
| 父 ゼンノロブロイ 2000 黒鹿毛            | 父の父*サンデーサイレンス 1986 青鹿毛 | Halo                      | Cosmah                    |                  |
| 父 ゼンノロブロイ 2000 黒鹿毛            | 父の父*サンデーサイレンス 1986 青鹿毛 | Wishing Well              | Understanding             | Understanding    |
| 父 ゼンノロブロイ 2000 黒鹿毛            | 父の父*サンデーサイレンス 1986 青鹿毛 | Wishing Well              | Mountain Flower           |                  |
| 父 ゼンノロブロイ 2000 黒鹿毛            | 父の母*ローミンレイチェル 1990 鹿毛   | *マイニング               | Mr. Prospector            | Mr. Prospector   |
| 父 ゼンノロブロイ 2000 黒鹿毛            | 父の母*ローミンレイチェル 1990 鹿毛   | *マイニング               | I Pass                    |                  |
| 父 ゼンノロブロイ 2000 黒鹿毛            | 父の母*ローミンレイチェル 1990 鹿毛   | One Smart Lady            | Clever Trick              | Clever Trick     |
| 父 ゼンノロブロイ 2000 黒鹿毛            | 父の母*ローミンレイチェル 1990 鹿毛   | One Smart Lady            | Pia's Lady                |                  |
| 母 *ヴィヴァシャスヴィヴィアン 2005 鹿毛 | 母の父Distorted Humor 1993 栗毛       | *フォーティナイナー       | Mr. Prospector            | Mr. Prospector   |
| 母 *ヴィヴァシャスヴィヴィアン 2005 鹿毛 | 母の父Distorted Humor 1993 栗毛       | *フォーティナイナー       | File                      |                  |
| 母 *ヴィヴァシャスヴィヴィアン 2005 鹿毛 | 母の父Distorted Humor 1993 栗毛       | Danzig's Beauty           | Danzig                    | Danzig           |
| 母 *ヴィヴァシャスヴィヴィアン 2005 鹿毛 | 母の父Distorted Humor 1993 栗毛       | Danzig's Beauty           | Sweetest Chant            |                  |
| 母 *ヴィヴァシャスヴィヴィアン 2005 鹿毛 | 母の母Tuzla 1994 鹿毛                 | Panoramic                 | Rainbow Quest             | Rainbow Quest    |
| 母 *ヴィヴァシャスヴィヴィアン 2005 鹿毛 | 母の母Tuzla 1994 鹿毛                 | Panoramic                 | *イメンス                 |                  |
| 母 *ヴィヴァシャスヴィヴィアン 2005 鹿毛 | 母の母Tuzla 1994 鹿毛                 | Turkeina                  | Kautokeino                | Kautokeino       |
| 母 *ヴィヴァシャスヴィヴィアン 2005 鹿毛 | 母の母Tuzla 1994 鹿毛                 | Turkeina                  | Turquoise Bleue           |                  |
| 母系(F-No.)                              | (FN:16-c)                             | (FN:16-c)                 | (FN:16-c)                 | [ § 3 ]          |
| 5代内の近親交配                          | Mr. Prospector 4x4=12.50%             | Mr. Prospector 4x4=12.50% | Mr. Prospector 4x4=12.50% | [ § 4 ]          |
| 出典                                     | 1. 2. 3. 4.                           | 1. 2. 3. 4.               | 1. 2. 3. 4.               | 1. 2. 3. 4.      |